# Tuite-jutsu
Tuite-jutsu – specyficzne chwyty i rzuty zmierzające do wyłączenia z walki przeciwnika poprzez łamanie kości, uszkodzenie stawów czy kręgosłupa. Techniki te są spotykane obecnie jedynie w starych szkołach karate, z których nie usunięto ich w czasie rewolucji Meiji.